# Annemarie Kuhn
Pour les articles homonymes, voir Kuhn.
Annemarie Kuhn, née le 9 mai 1937 à Ludwigshafen, est une femme politique allemande.
Membre du Parti social-démocrate d'Allemagne, elle est députée européenne de 1990 à 1999.